# Осницьк (зупинний пункт)
О́сницьк — залізничний пасажирський зупинний пункт Рівненської дирекції залізничних перевезень Львівської залізниці.
Розташований у селі Осницьк Рокитнівського району Рівненської області на лінії Сновидовичі — Сарни між станціями Рокитне-Волинське (6 км) та Томашгород (6 км).
Станом на серпень 2019 року щодня дві пари дизель-потягів прямують за напрямком Олевськ — Сарни.